# Zbroja końska

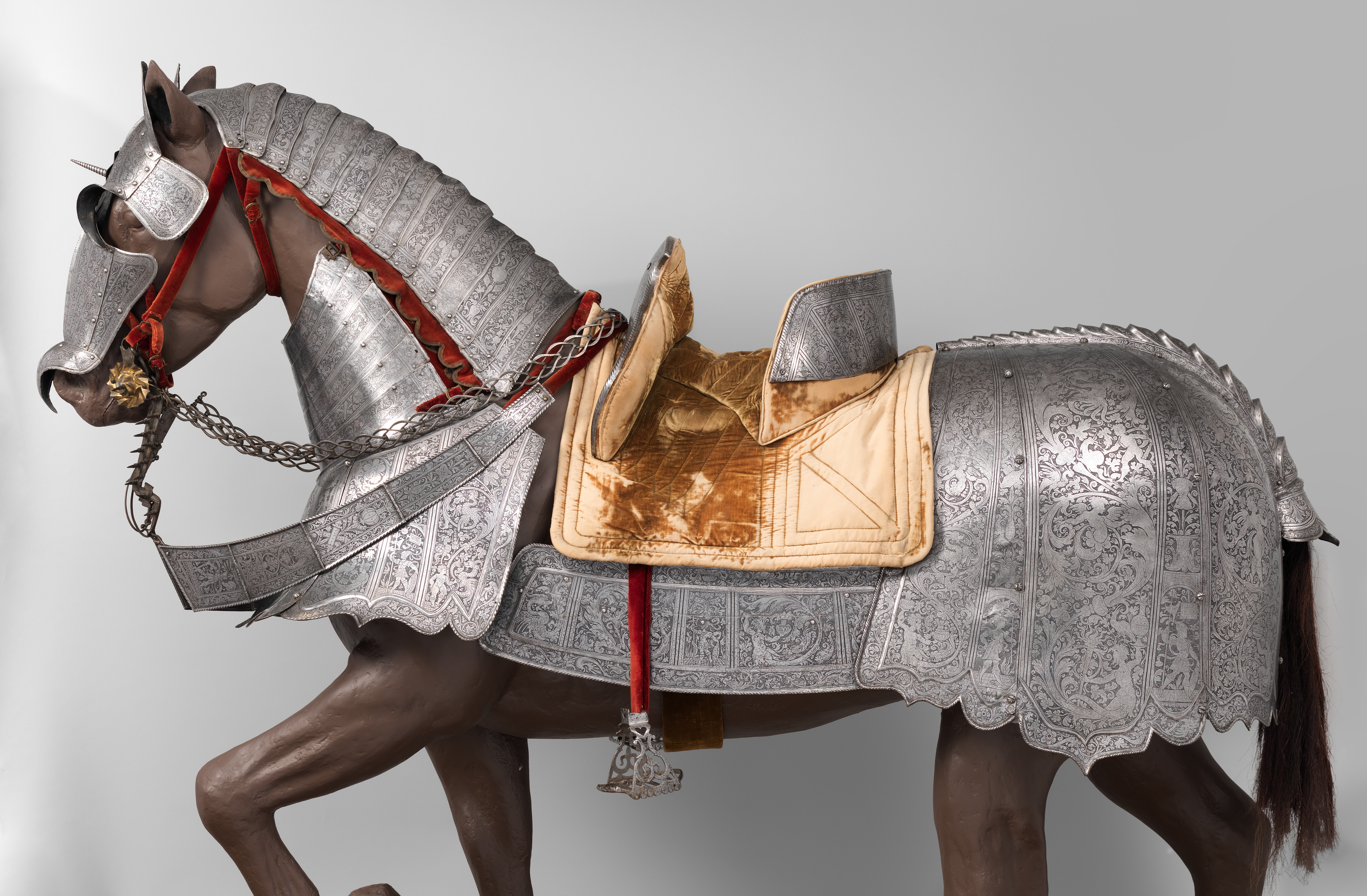
Zbroja końska, XVI w.

Zbroja końska (także: ladr) – rodzaj zbroi zwierzęcej przeznaczonej dla koni. Zazwyczaj osłaniała większą część ciała zwierzęcia oprócz pyska i nóg.

## Historia

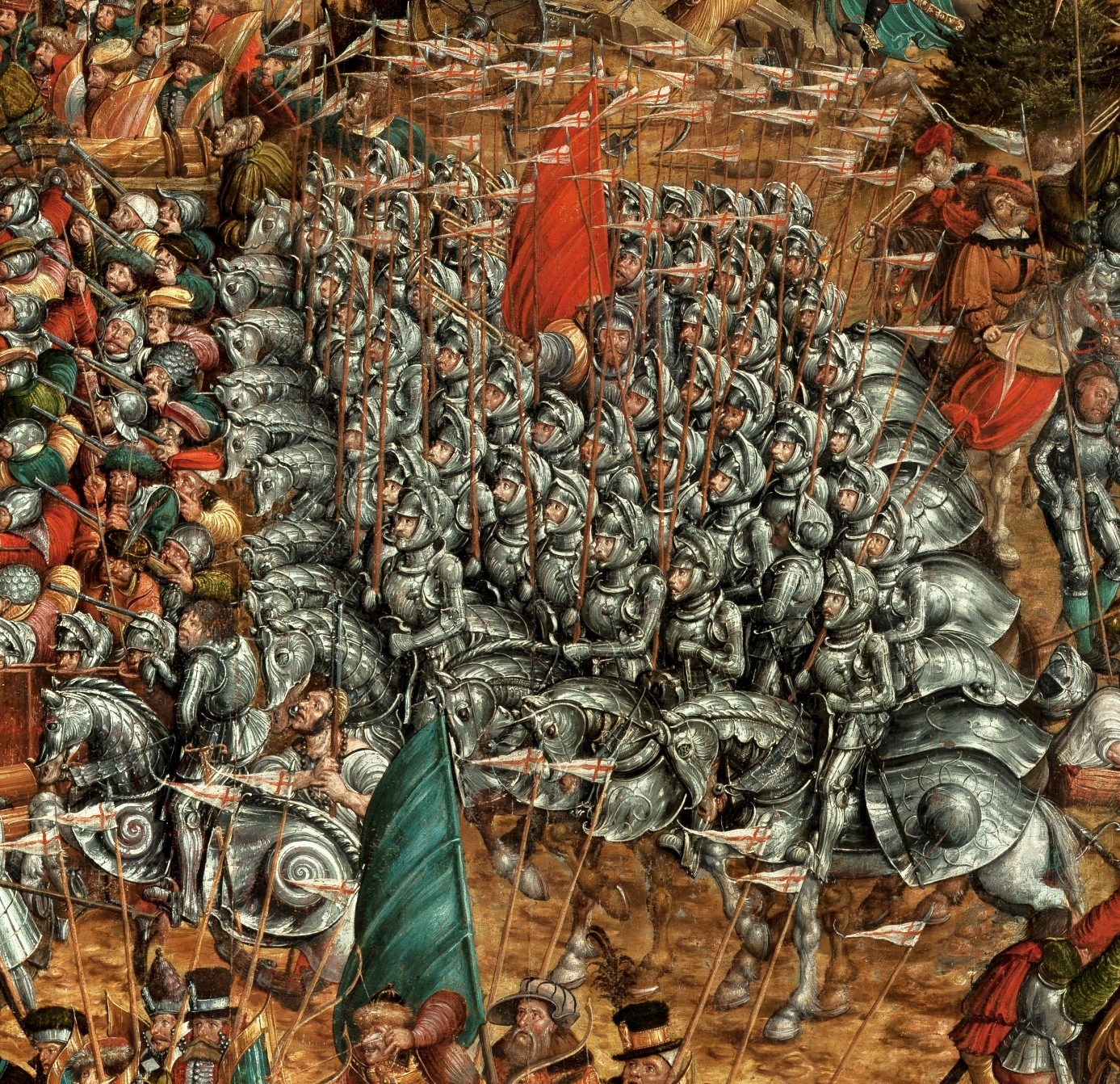
Oddział ciężkiej jazdy, bitwa pod Orszą

Opancerzenie zwierząt bojowych znane było już w starożytności. W Europie Zachodniej zaczęto je stosować w XIII w. Początkowo zbroja końska miała postać watowanego kropierza, później – kolczugi lub zbroi łuskowej nakładanej na konia. W XV w. i w I połowie XVI w. uzyskała ostateczną formę pełnej zbroi płytowej.
Potrzeba jej stosowania brała się stąd, że konie stosunkowo krótko służyły w bitwie. Początkowo sporadycznie stosowana, głównie przez bogatszych wojowników i władców. W późniejszym okresie stosowała ją cała ciężka jazda, a niekiedy lekka posiadała proste, lekkie zbroje końskie. Stosowana była jeszcze krótko po rozpowszechnieniu broni palnej, lecz szybko zanikła.
Używano jej przez:
- ciężką jazdę
- katafraktów
- ciężkie rydwany

## Rodzaje
- Lekką zbroję płytową stanowił naczółek, czasem uzupełniony lekkim nakarczkiem i napierśnikiem. Czasem dopełniano to lekkim nazadnikiem.
- Ciężka zbroja płytowa składała się z napierśnika, nazadnika, z dwóch blach bocznych łączących przednią i tylną część zbroi, a także z naczółka („hełmu”) oraz folgowego nakarczka.
- Zbroja składająca się z kolczugi była zrobiona z płacht kolczugi przyczepionych paskami. Głowa była czasem chroniona naczółkiem płytowym. Jej wadą było to, że nie chroniła przed strzałami.
- Zbroja łuskowa składała się z płatów materiału pokrytego blaszkami, przytwierdzonych do boków konia, spiętych na zadzie i na piersi, przywiązanych do szyi i przypiętych do głowy. W rzadkich przypadkach obejmowała całe ciało konia, łącznie z nogami, brzuchem i ogonem wierzchowca.

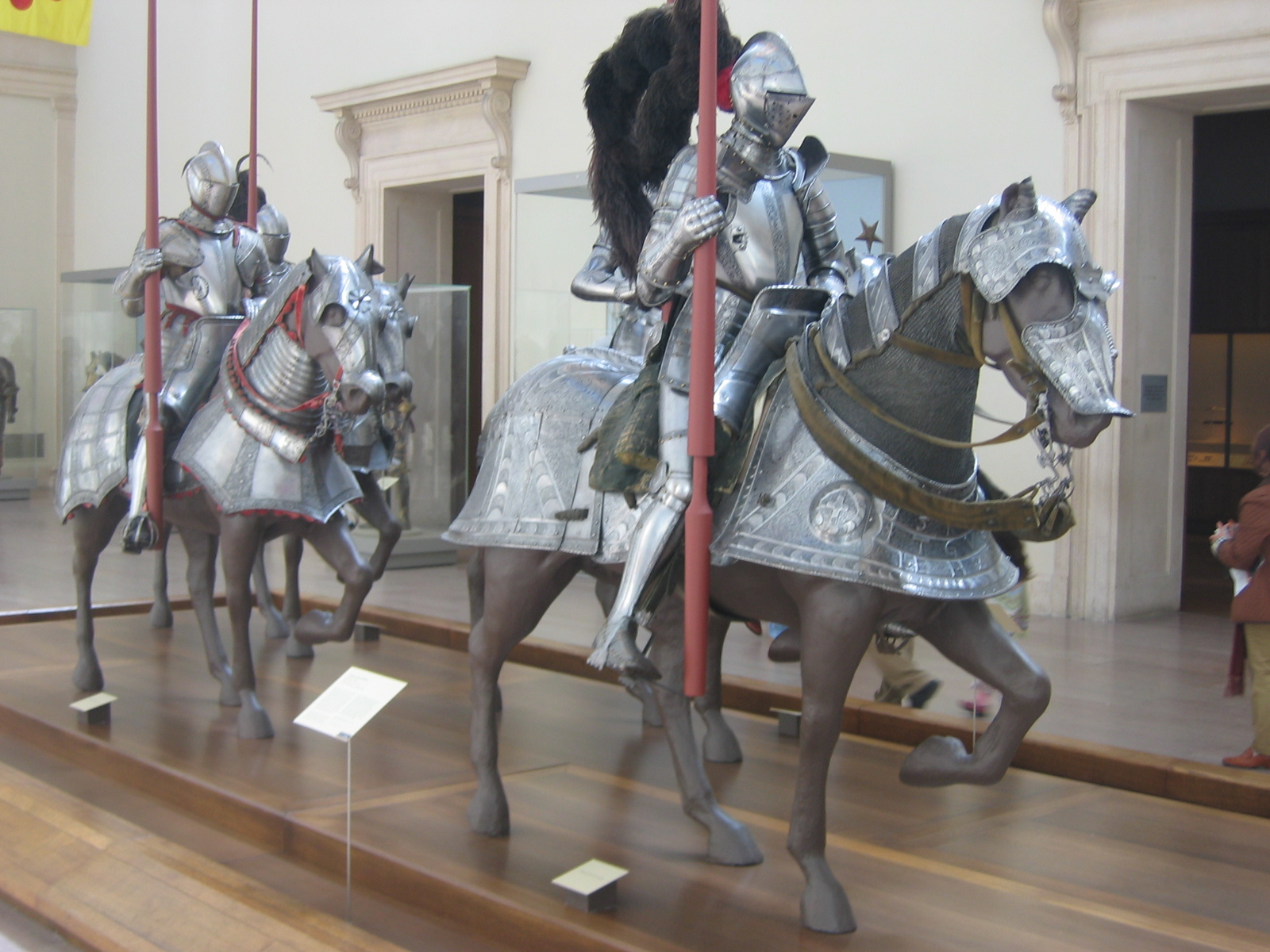
Ciężkie końskie zbroje płytowe
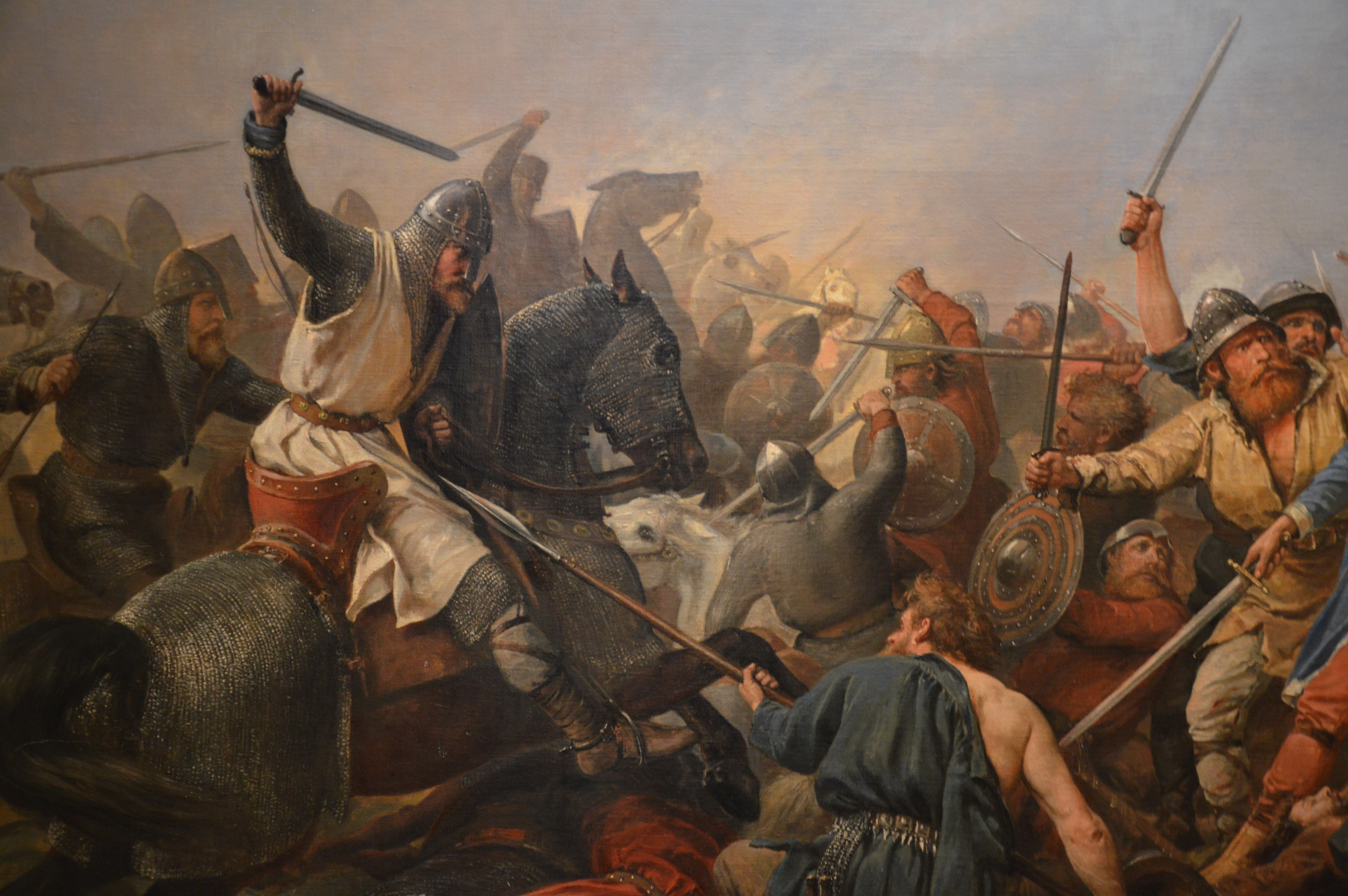
Jeździec na koniu w kolczudze
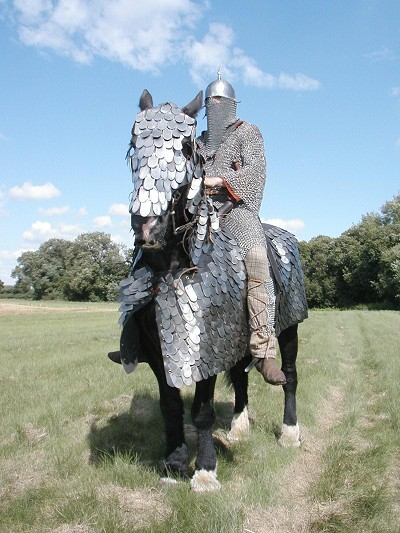
Katafrakt na koniu w niepełnej zbroi łuskowej zbudowanej z dwóch bocznych płatów zbroi spiętych na piersi i zadzie oraz połowicznego nakarczka połączonego z lekkim naczółkiem

### Elementy zbroi płytowej
- Naczółek – chronił głowę konia, czasem miał płytki chroniące policzki, uszy i oczy oraz kolczugę chroniącą gardło.
- Nakarczek – chronił szyję; mógł być pełny lub połowiczny, chroniący tylko wierzch szyi, często wspomagany kolczugą.
- Napierśnik – chronił pierś.
- Blachy boczne – uzupełniały przerwę między napierśnikiem a nazadnikiem.
- Nazadnik – ochrona zadu; posiadał otwór na ogon.

Problemem były wodze, które przecinali atakujący, by uniemożliwić kierowanie koniem. By zapobiec temu wodze często wykonywano z łańcucha. Dodatkowo w niektórych zbrojach wykonywano dodatkowe wodze w przypadku urwania głównych.
Nogi oraz spód zwierzęcia nie były chronione zbroją płytową. Czasem do zbroi doczepiano od spodu fartuch kropierza, w celach ozdobnych. Całość łączono nitami, zawiasami oraz paskami.

### Elementy zbroi łuskowej
- Naczółek wykonywano jako płat zbroi przytwierdzany do głowy, w wersji pełnej zawiązywany pod gardłem, ogłowie konia umieszczano pod zbroją.
- Nakarczek wykonywano jak płat zbroi, którym okładano szyję konia, zapinany na wierzchu.
- Napierśnik wykonywano jako „fartuch” ze zbroi łuskowej, zawieszony na szyi.
- Nazadnik wykonywano go jako „fartuch” ze zbroi łuskowej przyczepionego do siodła, był równocześnie płatami bocznymi.

Niektóre zbroje katafrackie obejmują całe ciało konia (patrz zdjęcie). Zbroje te uzupełniono o łuskowy podbrzusznik i nogawice dla konia. W niektórych zbrojach ogon umieszczano w ochronnym "worku" ze zbroi łuskowej. Koń w takiej zbroi był praktycznie nie do zranienia.